# Valencia Club de Fútbol 2010-2011

## Rosa
In corsivo i calciatori ceduti durante la stagione
| N. |                        | Ruolo | Calciatore                   |
| -- | ---------------------- | ----- | ---------------------------- |
| 1  | Spagna (bandiera)      | P     | César Sánchez                |
| 2  | Spagna (bandiera)      | D     | Bruno Saltor                 |
| 3  | Paesi Bassi (bandiera) | C     | Hedwiges Maduro              |
| 4  | Spagna (bandiera)      | D     | David Navarro                |
| 5  | Turchia (bandiera)     | C     | Mehmet Topal                 |
| 6  | Spagna (bandiera)      | C     | David Albelda                |
| 7  | Spagna (bandiera)      | C     | Joaquín Sánchez              |
| 8  | Argentina (bandiera)   | A     | Alejandro Damián Domínguez   |
| 9  | Spagna (bandiera)      | A     | Roberto Soldado              |
| 10 | Spagna (bandiera)      | A     | Juan Manuel Mata             |
| 11 | Spagna (bandiera)      | A     | Aritz Aduriz                 |
| 12 | Francia (bandiera)     | C     | Sofiane Feghouli             |
| 13 | Spagna (bandiera)      | P     | Vicente Guaita               |
| 14 | Spagna (bandiera)      | C     | Vicente Rodríguez (capitano) |
| 15 | Spagna (bandiera)      | D     | Ángel Dealbert               |

| N. |                       | Ruolo | Calciatore            |
| -- | --------------------- | ----- | --------------------- |
| 17 | Lituania (bandiera)   | D     | Marius Stankevičius   |
| 18 | Portogallo (bandiera) | C     | Manuel Fernandes      |
| 18 | Brasile (bandiera)    | A     | Jonas                 |
| 19 | Spagna (bandiera)     | C     | Pablo Hernández       |
| 20 | Portogallo (bandiera) | D     | Ricardo Costa         |
| 21 | Argentina (bandiera)  | C     | Éver Banega           |
| 22 | Francia (bandiera)    | D     | Jérémy Mathieu        |
| 23 | Portogallo (bandiera) | D     | Miguel                |
| 24 | Argentina (bandiera)  | C     | Tino Costa            |
| 25 | Spagna (bandiera)     | P     | Miguel Ángel Moyà     |
| 26 | Spagna (bandiera)     | C     | Isco                  |
| 27 | Spagna (bandiera)     | A     | Paco Alcácer          |
| 28 | Spagna (bandiera)     | D     | Jordi Alba            |
| 35 | Spagna (bandiera)     | D     | Iván Rubio            |
| 45 | Spagna (bandiera)     | C     | Ángel Montoro Sánchez |

## Calciomercato

### Sessione estiva[1]
| Acquisti         | Acquisti            | Acquisti          | Acquisti                   |
| R.               | Nome                | da                | Modalità                   |
| ---------------- | ------------------- | ----------------- | -------------------------- |
| A                | Roberto Soldado     | Getafe            | definitivo (10 milioni €)  |
| C                | Tino Costa          | Montpellier       | definitivo (6,5 milioni €) |
| C                | Mehmet Topal        | Galatasaray       | definitivo (5,5 milioni €) |
| A                | Aritz Aduriz        | Maiorca           | definitivo (4,3 milioni €) |
| D                | Marius Stankevičius | Sampdoria         | prestito (300 mila €)      |
| D                | Ricardo Costa       | Lilla             | gratuito                   |
| C                | Sofiane Feghouli    | Grenoble          | gratuito                   |
| Altre operazioni |                     |                   |                            |
| R.               | Nome                | a                 | Modalità                   |
| C                | Hugo Viana          | Braga             | fine prestito              |
| P                | Renan               | Xerez             | fine prestito              |
| D                | Asier del Horno     | Real Valladolid   | fine prestito              |
| C                | Sunny               | Betis             | fine prestito              |
| A                | Aarón Ñíguez        | Celta Vigo        | fine prestito              |
| C                | Ignacio González    | Levadeiakos       | fine prestito              |
| P                | Vicente Guaita      | Recreativo Huelva | fine prestito              |

| Cessioni         | Cessioni         | Cessioni            | Cessioni                     |
| R.               | Nome             | a                   | Modalità                     |
| ---------------- | ---------------- | ------------------- | ---------------------------- |
| A                | David Villa      | Barcellona          | definitivo (40 milioni €)    |
| C                | David Silva      | Manchester City     | definitivo (28,75 milioni €) |
| A                | Nikola Žigić     | Birmingham City     | definitivo (7 milioni €)     |
| D                | Alexis           | Siviglia            | definitivo (5 milioni €)     |
| D                | Carlos Marchena  | Villarreal          | definitivo (2,5 milioni €)   |
| P                | Renan            | Internacional       | prestito (300 mila €)        |
| C                | Hugo Viana       | Braga               | gratuito                     |
| D                | Arturo Navarro   | Ontinyent           | gratuito                     |
| D                | Míchel Herrero   | Deportivo La Coruña | prestito                     |
| D                | Asier del Horno  | Levante             | prestito                     |
| A                | Aarón Ñíguez     | Recreativo Huelva   | prestito                     |
| C                | Ignacio González | Levante             | prestito                     |
| C                | Ruben Baraja     |                     | ritiro                       |
| Altre operazioni |                  |                     |                              |
| R.               | Nome             | a                   | Modalità                     |

#### Sessione invernale
| Acquisti         | Acquisti         | Acquisti | Acquisti                    |
| R.               | Nome             | da       | Modalità                    |
| ---------------- | ---------------- | -------- | --------------------------- |
| A                | Jonas            | Grêmio   | definitivo (1,25 milioni €) |
| Altre operazioni |                  |          |                             |
| R.               | Nome             | da       | Modalità                    |
| C                | Ignacio González | Levante  | fine prestito               |

| Cessioni | Cessioni         | Cessioni | Cessioni              |
| R.       | Nome             | a        | Modalità              |
| -------- | ---------------- | -------- | --------------------- |
| C        | Manuel Fernandes | Beşiktaş | prestito (800 mila €) |
| C        | Sofiane Feghouli | Almería  | prestito              |
| C        | Sunny            | Numancia | prestito              |

## Risultati

### Liga

#### Girone di andata
| Arbitro: | César Muñiz Fernández |

|                 |           |                            |
| Fernández 45+1’ | Marcatori | 10’ Aduriz 71’ 75’ Joaquín |

| Arbitro: | Alfonso Javier Álvarez Izquierdo |

|              |           |  |
| Maduro 45+3’ | Marcatori |  |

| Arbitro: | Rafael Ramírez Domínguez |

|                      |           |                          |
| Trezeguet 43’ (rig.) | Marcatori | 2’ Mata 22’ P. Hernández |

| Arbitro: | Eduardo Iturralde González |

|            |           |           |
| Aduriz 82’ | Marcatori | 18’ Simão |

| Arbitro: | David Fernández Borbalán |

|  |           |                      |
|  | Marcatori | 7’ Topal 10’ Soldado |

| Arbitro: | Carlos Velasco Carballo |

|                        |           |               |
| Aduriz 11’ Vicente 89’ | Marcatori | 90’ Gabilondo |

| Arbitro: | Fernando Teixeira Vitienes |

|                       |           |                  |
| Iniesta 46’ Puyol 62’ | Marcatori | 37’ P. Hernández |

| Arbitro: | Alfonso Javier Álvarez Izquierdo |

|                    |           |                |
| Soldado 35’ (rig.) | Marcatori | 6’, 28’ Castro |

| Arbitro: | Carlos Delgado Ferreiro |

|                    |           |            |
| Lanzaro 43’ (aut.) | Marcatori | 2’ Lanzaro |

| Arbitro: | Eduardo Iturralde González |

|                        |           |  |
| Negredo 53’ Alfaro 76’ | Marcatori |  |

| Arbitro: | Carlos Clos Gómez |

|                            |           |  |
| T. Costa 7’ D. Navarro 63’ | Marcatori |  |

| Arbitro: | Javier Estrada Fernández |

|           |           |            |
| Rossi 73’ | Marcatori | 20’ Aduriz |

| Arbitro: | Javier Turienzo Álvarez |

|                  |           |           |
| Soldado 26’, 62’ | Marcatori | 89’ Ulloa |

| Arbitro: | Miguel Ángel Pérez Lasa |

|                  |           |  |
| Ronaldo 73’, 87’ | Marcatori |  |

| Arbitro: | César Muñiz Fernández |

|                                         |           |                                   |
| Soldado 24’ Stankevičius 32’ Aduriz 41’ | Marcatori | 40’ Juanfran 60’ Flaño 87’ Aranda |

| Arbitro: | Ignacio Iglesias Villanueva |

|                   |           |                         |
| Prieto 23’ (rig.) | Marcatori | 45’ T. Costa 90’ Aduriz |

| Arbitro: | José Luis González González |

|                     |           |                     |
| Aduriz 28’ Mata 90’ | Marcatori | 45’ (aut.) R. Costa |

| Arbitro: | Carlos Clos Gómez |

|  |           |          |
|  | Marcatori | 83’ Mata |

| Arbitro: | Alberto Undiano Mallenco |

|                              |           |  |
| Mathieu 79’ P. Hernández 89’ | Marcatori |  |

#### Girone di ritorno
| Arbitro: | Antonio Rubinos Pérez |

|                                                   |           |                                    |
| Mata 16’ (rig.) Soldado 53’ Banega 68’ Aduriz 88’ | Marcatori | 10’, 35’ Rondón 79’ Júlio Baptista |

| Arbitro: | Alfonso Javier Álvarez Izquierd |

|               |           |              |
| Nahuelpán 32’ | Marcatori | 77’ T. Costa |

| Arbitro: | Fernando Teixeira Vitienes |

|                         |           |  |
| Aduriz 42’ T. Costa 52’ | Marcatori |  |

| Arbitro: | David Fernández Borbalán |

|          |           |                  |
| Reyes 2’ | Marcatori | 40’, 85’ Joaquín |

| Valencia 19 febbraio 2011, ore 18:00 CET 24ª giornata | Valencia          | 0 – 0 referto | Sporting Gijón | Mestalla (41 000 spett.)\| Arbitro: \| Carlos Clos Gómez \| |
| Arbitro:                                              | Carlos Clos Gómez |               |                |                                                             |

| Arbitro: | César Muñiz Fernández |

|                 |           |                    |
| F. Llorente 14’ | Marcatori | 71’ Mata 81’ Jonas |

| Arbitro: | Eduardo Iturralde González |

|  |           |           |
|  | Marcatori | 77’ Messi |

| Arbitro: | Alberto Undiano Mallenco |

|                  |           |                       |
| Ramis 31’ (rig.) | Marcatori | 33’, 56’ P. Hernández |

| Arbitro: | José Luis González González |

|                                                    |           |  |
| Jarošík 5’ Herrera 40’ Gabi 65’ (rig.), 74’ (rig.) | Marcatori |  |

| Arbitro: | Carlos Velasco Carballo |

|  |           |             |
|  | Marcatori | 70’ Rakitić |

| Arbitro: | Carlos Delgado Ferreiro |

|                        |           |                            |
| Manu 13’ Sardinero 87’ | Marcatori | 46’, 64’, 65’, 76’ Soldado |

| Arbitro: | César Muñiz Fernández |

|                                           |           |  |
| Soldado 13’, 74’ Mata 55’, 72’ Banega 61’ | Marcatori |  |

| Arbitro: | Fernando Teixeira Vitienes |

|  |           |                                       |
|  | Marcatori | 50’ Soldado 66’ Stankevičius 80’ Alba |

| Arbitro: | Miguel Ángel Pérez Lasa |

|                                |           |                                                 |
| Soldado 59’ Jonas 79’ Alba 84’ | Marcatori | 22’ Benzema 30’, 42’, 52’ Higuaín 38’, 62’ Kaká |

| Arbitro: | Carlos Velasco Carballo |

|                         |           |  |
| Stankevičius 59’ (aut.) | Marcatori |  |

| Arbitro: | José Luis González González |

|                            |           |  |
| Soldado 16’, 37’ Jonas 25’ | Marcatori |  |

| Arbitro: | Carlos Clos Gómez |

|                       |           |                     |
| Osvaldo 18’ Galán 76’ | Marcatori | 9’ Soldado 25’ Mata |

| Valencia 15 maggio 2011, ore 21:00 CEST 37ª giornata | Valencia                   | 0 – 0 referto | Levante | Mestalla (45 000 spett.)\| Arbitro: \| Fernando Teixeira Vitienes \| |
| Arbitro:                                             | Fernando Teixeira Vitienes |               |         |                                                                      |

| Arbitro: | César Muñiz Fernández |

|  |           |                       |
|  | Marcatori | 4’ Aduriz 89’ Soldado |

### Coppa del Re

#### Sedicesimi di finale
| Arbitro: | Alberto Undiano Mallenco |

|  |           |                             |
|  | Marcatori | 55’, 60’ Aduriz 80’ Vicente |

| Arbitro: | Antonio Rubinos Pérez |

|                                        |           |          |
| Isco 23’, 42’ Vicente 33’ Feghouli 85’ | Marcatori | 2’ Osado |

#### Ottavi di finale
| Valencia 21 dicembre 2010, ore 22:00 CET Ottavi di finale - Andata | Valencia                | 0 – 0 referto | Villarreal | Mestalla (20 000 spett.)\| Arbitro: \| Carlos Delgado Ferreiro \| |
| Arbitro:                                                           | Carlos Delgado Ferreiro |               |            |                                                                   |

| Arbitro: | Rafael Ramírez Domínguez |

|                                             |           |                       |
| Cazorla 46’ Rossi 49’ (rig.), 89’ Ruben 63’ | Marcatori | 4’ Banega 22’ Soldado |

### UEFA Champions League

#### Fase a gironi
| Arbitro: | Svein Oddvar Moen |

|  |           |                                                         |
|  | Marcatori | 16’ A. Costa 41’ Aduriz 68’ Pablo Hernández 76’ Soldado |

| Arbitro: | Viktor Kassai |

|  |           |                  |
|  | Marcatori | 85’ J. Hernández |

| Arbitro: | Nicola Rizzoli |

|         |           |                |
| Edu 34’ | Marcatori | 46’ (aut.) Edu |

| Arbitro: | Felix Brych |

|                               |           |  |
| Soldado 33’, 71’ R. Costa 90’ | Marcatori |  |

| Arbitro: | Bruno Paixão |

|                                                                          |           |             |
| Mata 17’ (rig.) Soldado 21’, 55’ Aduriz 30’ Joaquín 37’ A. Domínguez 78’ | Marcatori | 69’ Batalla |

| Arbitro: | Pedro Proença |

|              |           |                  |
| Anderson 62’ | Marcatori | 32’ P. Hernández |

#### Fase ad eliminazione diretta
| Arbitro: | Aleksei Nikolaev |

|             |           |          |
| Soldado 17’ | Marcatori | 64’ Raúl |

| Arbitro: | Jonas Eriksson |

|                                  |           |              |
| Farfán 40’, 90+4’ Gavranović 52’ | Marcatori | 17’ R. Costa |

## Statistiche

### Statistiche di squadra
| Competizione     | Punti | In casa | In casa | In casa | In casa | In casa | In casa | In trasferta | In trasferta | In trasferta | In trasferta | In trasferta | In trasferta | Totale | Totale | Totale | Totale | Totale | Totale | D.R |
| Competizione     | Punti | G       | V       | N       | P       | Gf      | Gs      | G            | V            | N            | P            | Gf           | Gs           | G      | V      | N      | P      | Gf     | Gs     | D.R |
| ---------------- | ----- | ------- | ------- | ------- | ------- | ------- | ------- | ------------ | ------------ | ------------ | ------------ | ------------ | ------------ | ------ | ------ | ------ | ------ | ------ | ------ | --- |
| Liga             | 71    | 19      | 10      | 5       | 4       | 34      | 21      | 19           | 11           | 3            | 5            | 30           | 23           | 38     | 21     | 8      | 9      | 64     | 44     | +20 |
| Coppa del Re     | -     | 4       | 4       | 0       | 0       | 11      | 2       | 4            | 3            | 1            | 0            | 8            | 2            | 8      | 7      | 1      | 0      | 19     | 4      | +15 |
| Champions League | 11    | 4       | 2       | 1       | 1       | 10      | 3       | 4            | 1            | 2            | 1            | 7            | 5            | 8      | 3      | 3      | 2      | 17     | 8      | +9  |
| Totale           | -     | 27      | 16      | 6       | 5       | 55      | 26      | 27           | 15           | 6            | 6            | 45           | 30           | 54     | 31     | 12     | 11     | 100    | 56     | +44 |

### Andamento in campionato
| Giornata  | 1 | 2 | 3 | 4 | 5 | 6 | 7 | 8 | 9 | 10 | 11 | 12 | 13 | 14 | 15 | 16 | 17 | 18 | 19 | 20 | 21 | 22 | 23 | 24 | 25 | 26 | 27 | 28 | 29 | 30 | 31 | 32 | 33 | 34 | 35 | 36 | 37 | 38 |
| --------- | - | - | - | - | - | - | - | - | - | -- | -- | -- | -- | -- | -- | -- | -- | -- | -- | -- | -- | -- | -- | -- | -- | -- | -- | -- | -- | -- | -- | -- | -- | -- | -- | -- | -- | -- |
| Luogo     | T | C | T | C | T | C | T | C | C | T  | C  | T  | C  | T  | C  | T  | C  | T  | C  | C  | T  | C  | T  | C  | T  | C  | T  | T  | C  | T  | C  | T  | C  | T  | C  | T  | C  | T  |
| Risultato | V | V | V | N | V | V | P | P | N | P  | V  | N  | V  | P  | N  | V  | V  | V  | V  | V  | N  | V  | V  | N  | V  | P  | V  | P  | P  | V  | V  | V  | P  | P  | V  | N  | N  | V  |
| Posizione | 5 | 2 | 1 | 2 | 1 | 1 | 4 | 4 | 4 | 5  | 4  | 5  | 5  | 5  | 5  | 4  | 4  | 4  | 4  | 4  | 4  | 4  | 3  | 3  | 3  | 3  | 3  | 3  | 4  | 3  | 3  | 3  | 3  | 3  | 3  | 3  | 3  | 3  |